# Melanocichla lugubris
Melanocichla lugubris é uma espécie de ave da família Timaliidae.
Pode ser encontrada nos seguintes países: Indonésia, Malásia e Tailândia.
Os seus habitats naturais são: florestas tropicais húmidas de baixa altitude e regiões tropicais húmidas de alta altitude.